# Резолюция 173 на Съвета за сигурност на ООН
Резолюция 173 на Съвета за сигурност на ООН е приета единодушно на 26 юли 1962 г. по повод кандидатурата на Кралство Бурунди за членство в ООН. С Резолюция 173 Съветът за сигурност препоръчва на Общото събрание на ООН Кралство Бурунди да бъде прието за член на Организацията на обединените нации.